# Gare de Santhià
La gare de Santhià (en italien, Stazione di Santhià) est une gare ferroviaire italienne des lignes de Turin à Milan, de Santhià à Biella et de Santhià à Arona. Elle est située sur le territoire de la commune de Santhià, dans la province de Verceil en région du Piémont.
Elle est mise en service en 1855 et devient une gare de bifurcation en 1856. C'est une gare voyageurs, classée argent, des Rete ferroviaria italiana (RFI), desservie par des trains Trenitalia R et RV.

## Situation ferroviaire
Établie à environ 183 mètres d'altitude, la gare de bifurcation de Santhià est située au point kilométrique (PK) 57,933 de la ligne de Turin à Milan entre les gares de Tronzano et de San-Germano-Vercellese et elle est l'origine des lignes de Santhià à Biella et de Santhià à Arona (fermée).

## Histoire
La station de Santhià est mise en service le 8 avril 1855 par la Società della ferrovia da Torino a Novara, lorsqu'elle ouvre à l'exploitation la section de Verceil à Chivasso de sa ligne de Turin à Novare.
En 1856, la ligne de Turin à Novare est officiellement inaugurée le 20 octobre et exploitée par la Compagnie du chemin de fer Victor-Emmanuel qui a absorbé par fusion la compagnie d'origine. Cette même année Santhià devient une gare de bifurcation avec l'ouverture de la ligne de Santhià à Biella qui s'embranche sur la ligne principale.

## Service des voyageurs

### Accueil
Gare voyageurs RFI, classée argent, elle dispose d'un bâtiment voyageurs ouvert tous les jours, avec une salle d'attente, un guichet, un bureau de vente et un automate pour l'achat de titres de transports régionaux.
La traversée des voies et l'accès aux quais s'effectuent par un passage souterrain.

### Desserte
Santhià est desservie par des trains Trenitalia régionaux rapides RV (Regional Veloce), qui ne s'arrêtent pas à toutes les gares, et régionaux R qui s'arrêtent généralement à toutes les gares. Les trains RV circulent sur la relation Turin-Porta-Nuova (ou Turin-Porta-Susa) - Milan-Centrale, et les trains R circulent sur les relations : Chivasso - Novare (ou Milan-Porta Garibaldi), Ivrée - Novare, et Santhià - Biella-San-Paolo.

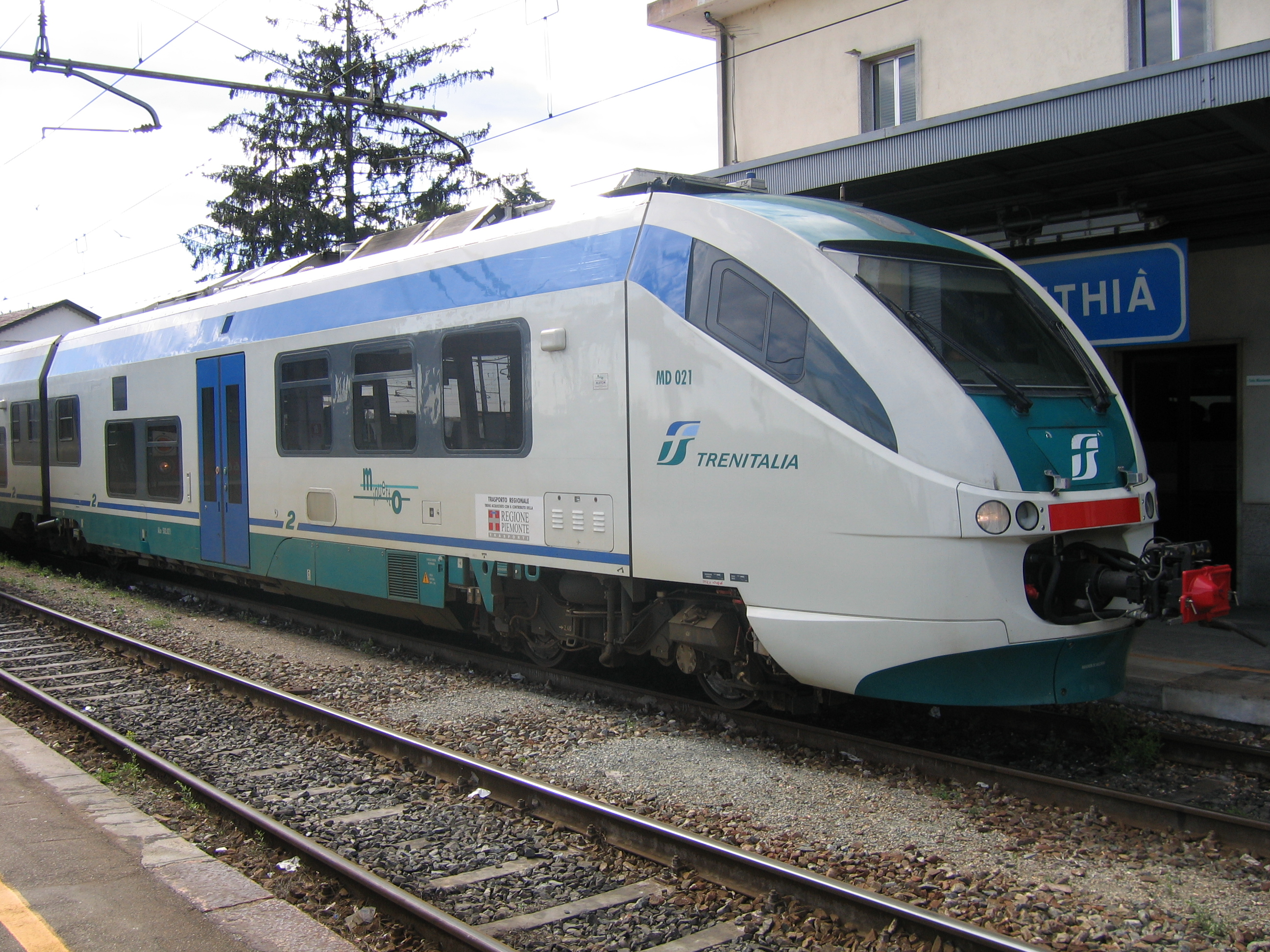
Desserte de la gare en 2006.

### Intermodalité
Un parking pour les véhicules y est aménagé. Elle est desservie par des bus et cars des relations urbaines et extra urbaines.